# Kaisaniemi

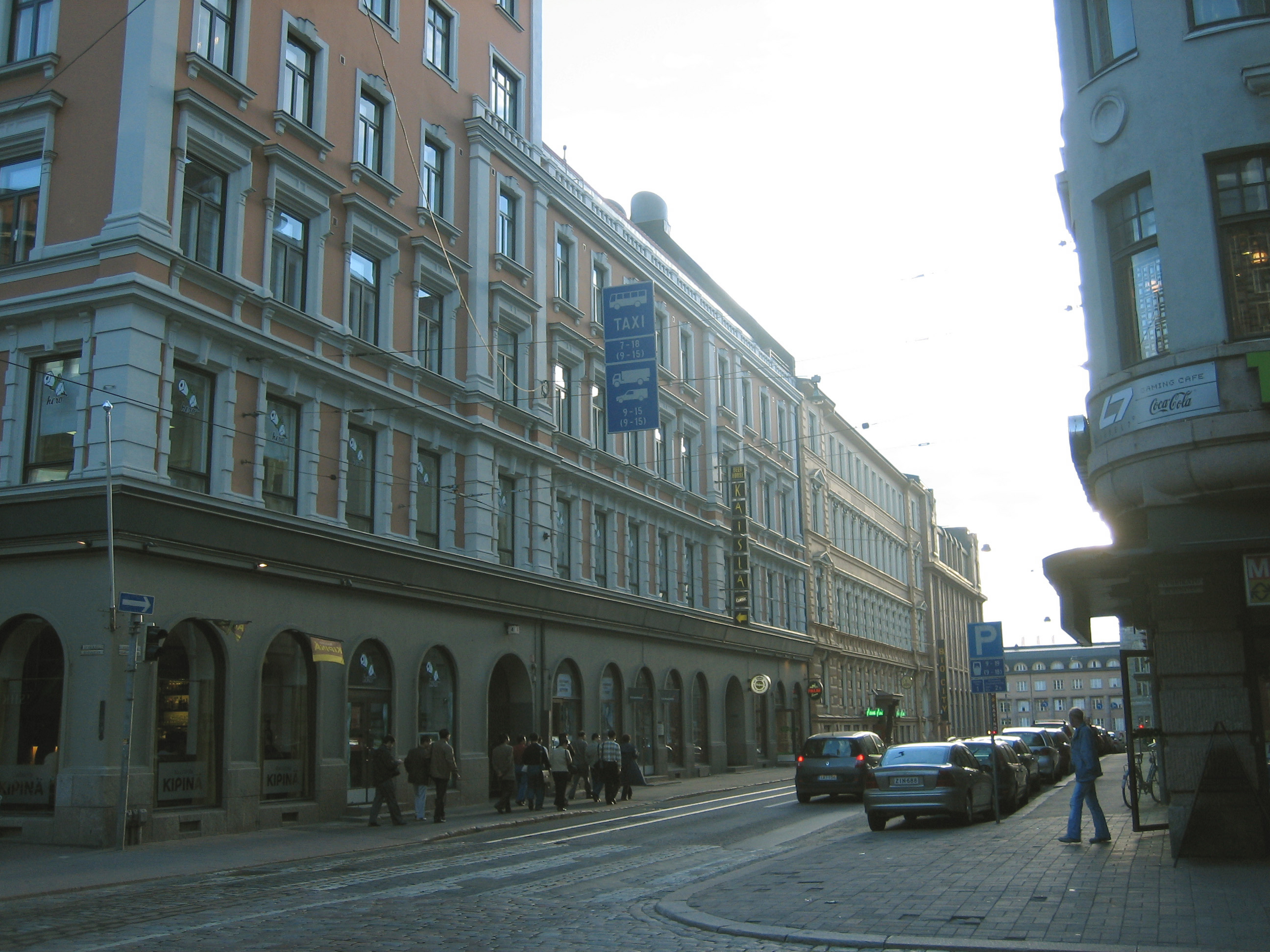
Straßenecke Kaisaniemenkatu / Vilhonkatu

Kaisaniemi (finnisch) oder Kajsaniemi (schwedisch) ist ein Teil des Zentrums der finnischen Hauptstadt Helsinki. In der Regel bezeichnet dieser Name die Gegend zwischen dem Hauptbahnhof und Hakaniemi, insbesondere die Viertel rund um die Straße Kaisaniemenkatu. Auch den gleichnamigen Park zählt man zu Kaisaniemi. Der Park grenzt im Norden an die Bucht Kaisaniemenlahti.
Wie viele andere geläufige Toponyme in Helsinki auch, ist der Name Kaisaniemi der amtlichen Stadtteilgliederung fremd. Amtlich gehört die Gegend im Wesentlichen zum Stadtteil Kluuvi.
Im Park Kaisaniemi liegt der Botanische Garten Helsinki sowie das 1827 eröffnete Restaurant Kaisaniemi, eins der ältesten Restaurants Finnlands. Der Park wird auch oft für größere Veranstaltungen genutzt, beispielsweise für das Tuska Open Air Metal Festival.
In der Straße Kaisaniemenkatu liegen u. a. die Metrostation Helsingin yliopisto, das Hauptgebäude der Universitätsbibliothek Helsinki, der Kinopalatsi (das zweitgrößte Kino der Stadt) und das Kulturzentrum Caisa.